# ایلهان مانسیز
ایلهان مانسیز (انگلیسی: İlhan Mansız؛ زادهٔ ۱۰ اوت ۱۹۷۵) یک بازیکن فوتبال، و هنرپیشه اهل ترکیه است.
وی همچنین در تیم ملی فوتبال ترکیه بازی کرده‌است.